# Habib Moctar
Habib Moctar (* 9. Dezember 1950 in Zinder; † 15. Mai 1994 im Arrondissement Birni-N’Konni) war ein nigrischer Politiker.

## Leben
Habib Moctar besuchte die Grund- und Mittelschule in seiner Geburtsstadt Zinder. Er arbeitete als Händler. Ab Anfang der 1990er Jahre engagierte er sich politisch in der Partei Demokratische und soziale Versammlung (CDS-Rahama), in deren Sektion Departement Zinder er den Vorsitz übernahm. Moctar wurde als Arbeitgebervertreter in die von Juli bis November 1991 tagende Nationalkonferenz entsandt. Die Nationalkonferenz übernahm die Staatsführung und bereitete den Übergang Nigers zu einem Mehrparteiensystem vor. Habib Moctar gehörte als erster stellvertretender Schatzmeister dem neunköpfigen Präsidium der Nationalkonferenz an. Von November 1991 bis April 1993 war er Abgeordneter zum Hohen Rat der Republik, des Übergangsparlaments nach der Nationalkonferenz.
Moctar wurde bei den Parlamentswahlen am 14. Februar 1993 im Wahlkreis Zinder als Abgeordneter der CDS-Rahama in die Nationalversammlung gewählt. Ab April 1993 war er Vorsitzender des Parlamentsausschusses für auswärtige Angelegenheiten. Er starb rund ein Jahr später bei einem Verkehrsunfall auf der Nationalstraße 1 bei Birni-N’Konni.